# Roman Rosdolsky
Roman Rosdolsky (em ucraniano:  Рома́н О́сипович Роздо́льський Roman Osipovič Rozdol's'kyj; Lemberg, 19 de julho de 1898 — Detroit, 15 de outubro de 1967) foi um importante pensador marxista e ativista político ucraniano.

## Vida
Nasceu em 19 de julho de 1898, em Lemberg, na Galícia, que à época fazia parte do Império Austro-Húngaro, e hoje é conhecida como Lviv, na Ucrânia. Morreu em Detroit, nos EUA, em 15 de outubro de 1967. A cidade de Lviv foi anexada pela Polônia depois da Primeira Guerra Mundial, ocupada pelo Exército Vermelho em setembro de 1939, ocupada pelos nazistas em 1941, e libertada em 1944 pelo Exército Vermelho. O pai de Rosdolsky era um linguista ucraniano de alguma reputação. 
Quando jovem, Rosdolsky foi membro dos Círculos Drahomanov, organização socialista ucraniana. Ele foi incorporado ao exército imperial em 1915  e editou com Roman Turiansky a revista Klyči em 1917. Foi um dos fundadores da Social Democracia Internacional Revolucionária (IRSD) e estudou direito em Praga. Durante a I Guerra Mundial, fundou o movimento antimilitarista "Internationale Revolutionäre Sozialistische Jugend Galiziens" (Juventude Internacional Revolutionária Socialista da Galicia). Tornou-se membro do Comitê Central do Partido Comunista da Galícia Oriental. Em 1925, recusou-se a condenar Trotsky e sua Oposição de Esquerda e, posteriormente, no final dos anos 1920, foi expulso do Partido Comunista.
Entre 1926 e 1931, foi correspondente em Viena do Instituto Marx-Engels de Moscou, encarregado de pesquisar nos arquivos austríacos documentos relacionados a Marx e Engels e aos primórdios do movimento socialista. Nesta época, em 1927, conheceu sua esposa, Emily. Com a repressão ao movimento operário na Áustria em 1934, retornou a Lviv, onde trabalhou na universidade como docente. Publicou o periódico trotskista Žittja i slovo entre 1934 e 1938, mas foi preso pela Gestapo em 1942, sobrevivendo à prisão nos campos de concentração de Auschwitz, Ravensbrück e Oranienburg. Emigrou para os EUA em 1947, trabalhando ali como um pesquisador independente, pois não pode obter uma posição docente nas universidades em função da perseguição macartista. 
Rosdolsky é conhecido principalmente por seus trabalhos de interpretação da obra de  Marx e, em particular, por seu livro Zur Entstehungsgeschichte des Marxschen "Kapital". Der Rohentwurf des "Kapital" 1857–58 (traduzido para o português como Gênese e estrutura de "O Capital" de Karl Marx). Editado na Alemanha em 1968, um ano após a morte de seu autor, o livro é resultado de quase vinte anos de trabalho. Faz um exame minucioso dos manuscritos econômicos redigidos por Marx entre 1857 e 1858 e publicados postumamente com o título de Grundrisse der Kritik der politischen Ökonomie (que pode ser traduzido como Elementos fundamentais para a crítica da economia política), relacionando-os com os livros da maturidade de Marx, em especial as Teorias da Mais-valia e O Capital, para, então, explicar "O Capital" a partir de uma longa e profunda análise de seu método, o principal tema da obra.
Mas Rosdolsky publicou também muitos outros trabalhos, voltados em sua maioria para temas de história (ver a relação abaixo). Durante sua vida correspondeu com com muitos autores marxistas bem conhecidos, inclusive com Isaac Deutscher, Ernest Mandel, Paul Mattick, e Karl Korsch. Mandel considerou seu trabalho sobre a "questão nacional" como a única crítica marxista ao próprio Marx. 

## Arquivo Rosdolsky
Uma descrição dos arquivos de Rosdolsky pode ser encontrada no sítio do Instituto Internacional de História Social 

## Principais obras publicadas em português
Roman Rosdolsky, Gênese e estrutura de O Capital de Karl Marx. Rio de Janeiro: Contraponto, 2001.

## Principais obras publicadas em inglês
- Roman Rosdolsky, The Making of Marx's Capital. London: Pluto Press, 1977.
- Roman Rosdolsky, "Method of Marx's Capital". New German Critique, Number 3, Fall 1974.
- Roman Rosdolsky, "A Memoir of Auschwitz and Birkenau." (Introd. John-Paul Himka). Monthly Review Vol. 39, no. 8 (January 1988), pp. 33-38.
- Roman Rosdolsky, Engels and the `Nonhistoric' Peoples: the National Question in the Revolution of 1848. Glasgow: Critique books, 1987. First published in Critique, No.18/19, 1986.
- Roman Rosdolsky, Lenin and the First World War.London: Prinkipo Press, 1999.
- Roman Rosdolsky, "The Distribution of the Agrarian Product in Feudalism", in: Journal of Economic History (1951), pp. 247–265
- Roman Rosdolsky, "A Revolutionary Parable on the Equality of Men", in: Archiv für Sozialgeschichte, Bd. 3 (1963), S. 291–293.

## Escritos publicados em alemão
- Roman Rosdolsky, "La Neue Rheinische Zeitung et les Juifs", in: Etudes de Marxologie, no.7 (Aug. 1963).
- Roman Rosdolsky, "Der Gebrauchswert bei Karl Marx. Eine Kritik der bisherigen Marx-Interpretation", Kyklos, vol. 12, 1959,  pp. 27-56. []
- Roman Rosdolsky, "Die Rolle des Zufalls und der "Grossen Männer" in der Geschichte" (1965) . Kritik, Vol 5, No. 14, 1977, p. 67-96, Verlag Olle & Wolter, ISSN 0170-4761.
- Roman Rosdolsky, Zur nationalen Frage. Friedrich Engels und das Problem der 'geschichtslosen' Völker, Verlag Olle & Wolter, Berlin 1979, ISBN 3 921241 56 1. Dt Erstausgabe des Hauptteils in: Archiv für Sozialgeschichte, Bd. IV., 1964, Hg. Friedrich Ebert Stiftung
- Roman Rosdolsky, Untertan und Staat in Galizien : die Reformen unter Maria Theresia und Joseph II. Mainz: Von Zabern, 1992.
- Roman Rosdolsky, Die grosse Steuer- und Agrarreform Josefs II. Ein Kapitel zur österreichischen Wirtschaftsgeschichte. Warsaw: Panstwowe Wydawnictwo Naukowe, 1961.
- Roman Rosdolsky, "Archivalische Miszellen über O. Bauer". International Review of Social History, vol. 8(1963), pp. 436-446.
- Roman Rosdolsky, Studien über revolutionäre Taktik. Zwei unveröffentlichte Arbeiten über die II. Internationale und die österreichische Sozialdemokratie. Verlag für das Studium der Arbeiterbewegung, Berlin, 1973.
- Roman Rosdolsky, "K. Marx und ein "Privatsekretär" Th. Sanders". International Review of Social History vol. 8(1963), pp. 282-285.
- Roman Rosdolsky, "Ein neomarxistisches Lehrbuch der politischen Ökonomie", in: Kyklos. Internationale Zeitschrift für Sozialwissenschaften, Vol. XVI, 1963, pp. 626-654. [ligação inativa]
- Roman Rosdolsky, "Die serbische Sozialdemokratie und die Stockholmer Konferenz von 1917", in: "Archiv für Sozialgeschichte", Vol. 6-7(1966-67), pp. 583-597.
- Roman Rosdolsky, Studien über revolutionäre Taktik. Zwei unveröffentlichte Arbeiten über die II. Internationale und über die österreichische Sozialdemokratie. VSA (archiv-drucke 2), Berlin 1973.
- Roman Rosdolsky, "Die serbische Sozialdemokratie und die Stockholmer Konferenz von 1917", in: "Archiv für Sozialgeschichte", Vol. 6-7(1966-67), pp. 583-597.
- Roman Rosdolsky, "Der Streit um die polnisch-russischen Staatsgrenzen anlässlich des polnischen Aufstandes von 1863", in: Archiv für Sozialgeschichte, Vol. 9(1969), pp. 157-180.
- Roman Rosdolsky, 1959, ’Zur Analyse der russischen Revolution’, in Die Sozialismusdebatte. Historische und aktuelle Fragen des Sozialismus, edited by Ulf Wolter, West Berlin: Olle & Wolter, 1978: 203-36. ISBN 3 921241 27 8
- Roman Rosdolsky, Studien über revolutionäre Taktik. Zwei unveröffentlichte Arbeiten über die II. Internationale und über die österreichische Sozialdemokratie. VSA (archiv-drucke 2), Berlin 1973.
- Roman Rosdolsky, "Karl Marx und der Polizeispitzel Bangya", International Review for Social History, vol. 2, Leyden 1937, pp. 229-245.
- Roman Rosdolsky, "Die Geschichte der tschechisch-polnischen Beziehungen in der ersten Hälfte des 19. Jahrhunderts", in: [Prager Rundschau, Jg. 8 (1938)], S. 114–140.
- Roman Rosdolsky, "Zur neueren Kritik des Marxschen Gesetzes der fallenden Profitrate", in: Kyklos, vol. 9, n. 2 (1956), S. 208–226. [ligação inativa]
- Roman Rosdolsky, Review of Martin Trottmann, Zur Interpretation und Kritik der Zusammenbruchstheorie von Henryk Grossmann, in: Kyklos, 3 (1957), S. 353–355.
- Roman Rosdolsky, "Der esoterische und der exoterische Marx. Zur kritischen Würdigung der Marxschen Lohntheorie I–III", in: Arbeit und Wirtschaft, Vol. 11 (1957), Nr. 11ff., pp. 348–351, 388–391, 20–24.
- Roman Rosdolsky, "Joan Robinsons Marx-Kritik", in: Arbeit und Wirtschaft, Vol. 13 (1959), Nr. 8f., pp. 178–183, 210–212.
- Roman Rosdolsky, "Zur neueren Kritik des Marxschen Gesetzes der fallenden Profitrate", in: Kyklos, 2 (1956), S. 208–226.